# 石竹仔
石竹仔（学名：Bambusa piscatorum）为禾本科簕竹属下的一个种。

## 扩展阅读
- 維基物種上的相關：石竹仔